# Abeillard Barreto
Abeillard Vaz Dias Barreto (Rio Grande, 20 de junho de 1908 – Rio de Janeiro, 3 de novembro de 1983) foi um bancário e escritor brasileiro.

## Vida
Filho de Antonio Joaquim Barreto e Honorina Vaz Dias Barreto. Casou com Maria Pia da Silva, filha de Pio Ângelo da Silva Filho e Celina Daniela da Silva.
Funcionário do Banco do Brasil, de 1926 a 1958, quando aposentou-se, fixando residência mais tarde no Rio de Janeiro.
Foi membro do Instituto Histórico e Geográfico Brasileiro e do Instituto Histórico e Geográfico do Rio Grande do Sul, e membro da Academia de História da Marinha de Portugal. Em 1972 participou da elaboração da História do Exército Brasileiro, obra em 3 volumes.
No município de Rio Grande a Biblioteca Rio-Grandense homenageou Barreto criando a Sala “Abeillard Barreto”, local em que se encontram obras raras do historiador, que ele pediu que fossem doadas à Biblioteca, além de ter uma das salas do Centro Municipal de Cultura com seu nome.
É considerado um dos maiores conhecedores da história, do folclore, da formação das instituições e da cultura do Rio Grande do Sul.

## Obras
- Conferências publicadas no 2º volume dos “Anais do Simpósio Comemorativo do Bicentenário da restauração do Rio Grande 1776-1976”, 1979:
  - As primeiras investigações científicas no Rio Grande do Sul
  - Fontes para o estudo da história da ocupação espanhola do Rio Grande do Sul  1763-1777
  - A ocupação espanhola do Rio Grande de São Pedro
  - A expulsão dos espanhóis do Rio Grande de São Pedro
- No 2º volume, Tomo II, “História Naval Brasileira”[9]
  - A expedição de Silva Paes e o Rio Grande de São Pedro
  - Tentativas espanholas de domínio do sul do Brasil  1741-1774
  - A opção portuguesa: restauração do Rio Grande e entrega da Colônia do Sacramento 1774 – 1777
- A expedição de Silva Paes e o Rio Grande de São
- A Colônia do Sacramento – aspectos da fundação e defesa
- Os primórdios da imprensa no Rio Grande do Sul
- Aspectos políticos da Fundação do Rio Grande
- Os Sete Povos das Missões e o Padre José Cardiel – ensaio histórico – 1946.
- Viajantes estrangeiros no Rio Grande do Sul até 1900 – 1962.
- Bibliografia sul-riograndense – a contribuição portuguesa e estrangeira para o conhecimento e a integração do Rio Grande do Sul, 2 volumes, 1973 e 1976.[10]